# Alur
Alur là một thị xã panchayat của quận Hassan thuộc bang Karnataka, Ấn Độ.

## Địa lý
Alur có vị trí 12°59′B 75°59′Đ / 12,98°B 75,98°Đ Nó có độ cao trung bình là 975 mét (3198 feet).

## Nhân khẩu
Theo điều tra dân số năm 2001 của Ấn Độ, Alur có dân số 6133 người. Phái nam chiếm 50% tổng số dân và phái nữ chiếm 50%. Alur có tỷ lệ 69% biết đọc biết viết, cao hơn tỷ lệ trung bình toàn quốc là 59,5%: tỷ lệ cho phái nam là 74%, và tỷ lệ cho phái nữ là 64%. Tại Alur, 13% dân số nhỏ hơn 6 tuổi.